# گرمابه چوکک
گرمابه چوکک (انگلیسی: Chokak Hamam) یک گرمابه و حمام تاریخی در نزدیکی مسحد شاه عباس در شهر گنجه است. این بنای تاریخی در سال ۱۶۰۶ میلادی به دستور شاه عباس بزرگ ساخته شد.
این گرمابه با ابلاغیه شماره ۱۳۲ هیئت وزیران جمهوری آذربایجان در تاریخ ۲ اوت ۲۰۰۱ میلادی در فهرست آثار تاریخی و فرهنگی با اهمیت محلی جای گرفت.

## نگارخانه

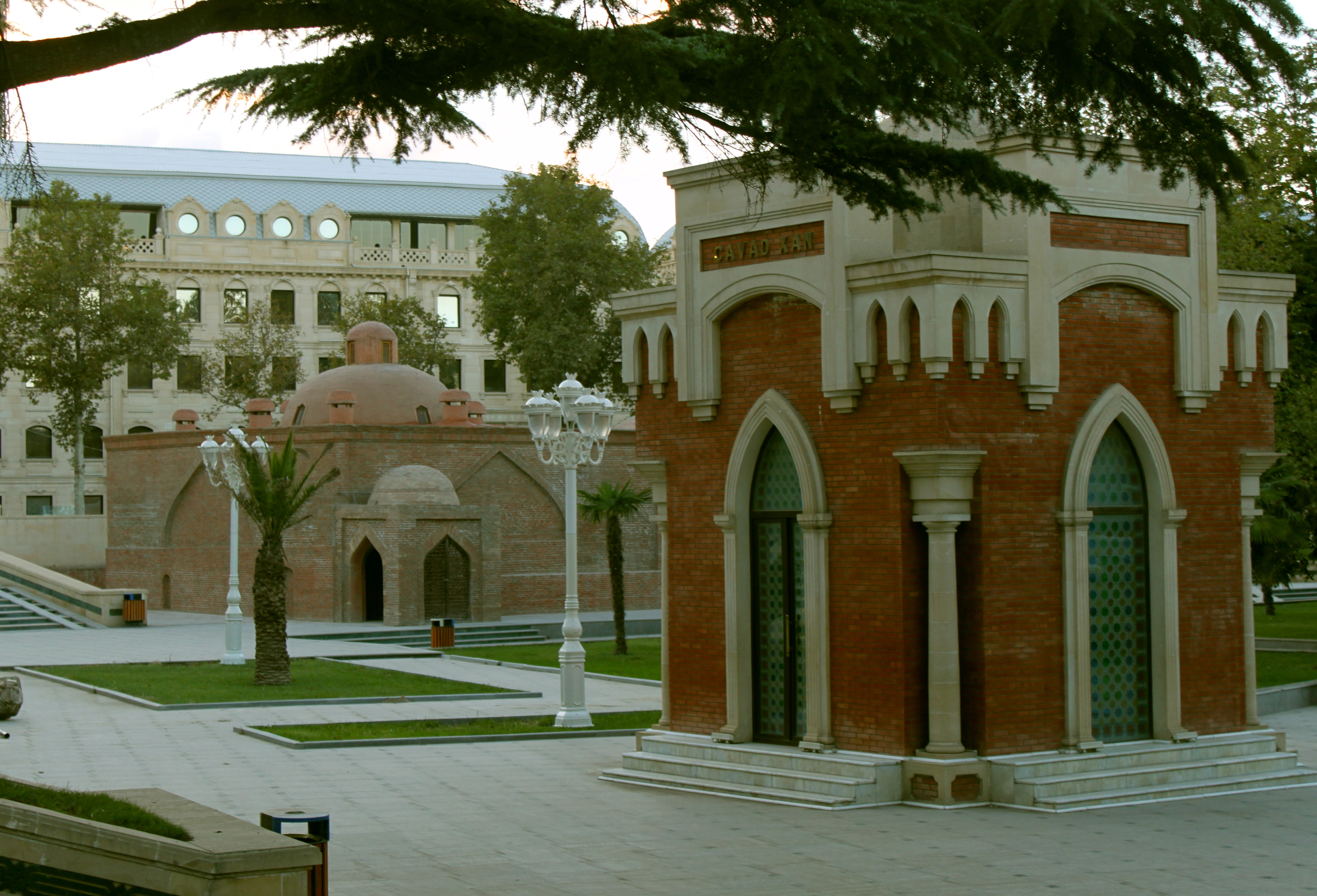
گرمابه چوکک و آرامگاه جوادخان
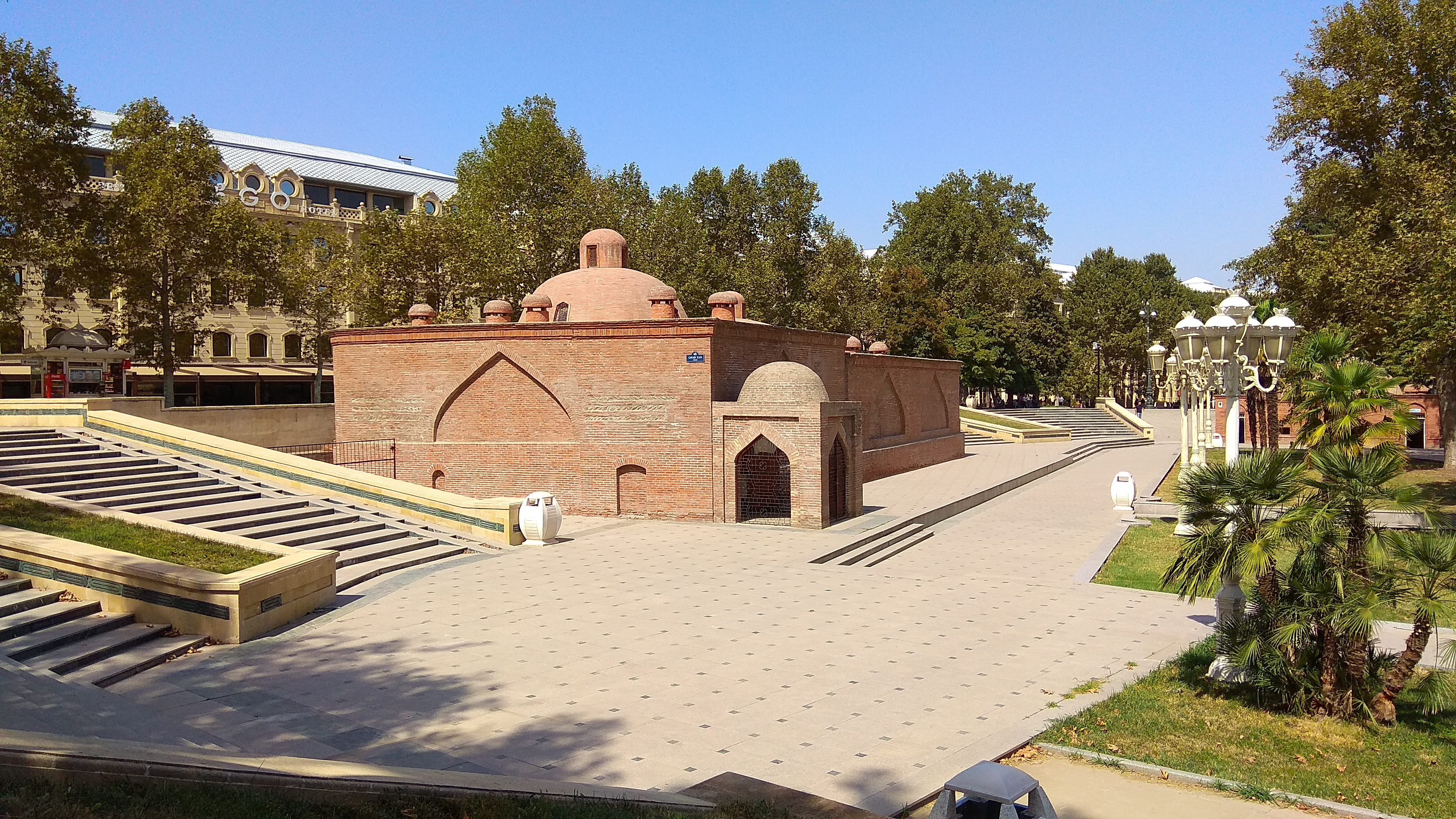
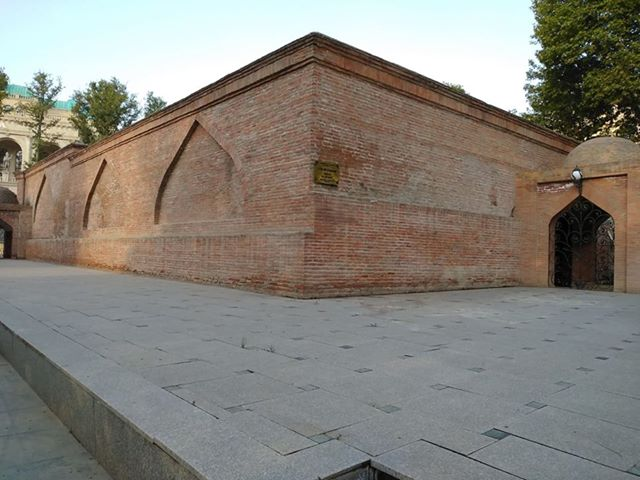
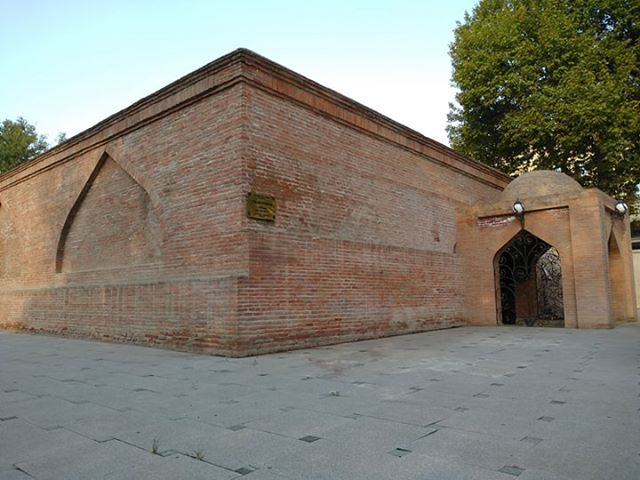